# Coloma Antònia Martí i Valls
Coloma Antònia Martí i Valls (Badalona, 26 de juny de 1860 - 4 de juny de 1899), que prengué el nom de Francesca de les Nafres de Jesús, va ser una religiosa catalana, membre de les Clarisses de la Divina Providència de Badalona. El seu procés de beatificació es va incoar en 1925; ha estat proclamada venerable per les seves virtuts heroiques el 19 de maig de 2018.

## Vida
Nascuda a Can Peixau de Badalona. Fou alumna del col·legi de les Clarisses de la Divina Providència, congregació en la qual va ingressar el 12 d'agost de 1882, prenent el nom de Sor Francesca de les Nafres de Jesús. Hi dugué una vida exemplar fins que morí en llaor de santedat.

## Procés de beatificació
La fama de les seves virtuts van fer que Josep Miralles i Sbert, bisbe coadjutor de Barcelona, obrís la causa de beatificació el 12 de novembre de 1925. El 1927 el procés de beatificació estava preparant-se recollint els escrits de la serventa de Déu i, a més, recopilant dades i informació sobre la veracitat dels fets de la candidata. Aquest procés va finalitzar el 1929 després de dur-se a terme les indagacions pertinents, els escrits i la resta de documentació van ser segellades en una capsa per a ser enviades a la Congregació de Ritus a la Santa Seu a Roma, on continuaria el procés.
El 1956, la Congregació dels Ritus va donar el vistiplau als escrits de Coloma. Per a la continuació de la causa es va designar el cardenal Federico Tedeschini. El 1960, es va autoritzar que el seu cos, que estava dins d'una urna a la cripta del monestir de la Divina Providència, fos traslladat a l'església del cenobi per tal de dur a terme un reconeixement per a la posterior beatificació de la monja; la sessió informativa del procés va ser oficiada pel bisbe-arquebisbe de Barcelona, Gregorio Modrego. El 1968, el procés de beatificació continuava obert, i es va requerir l'ajut d'aquell qui pogués referenciar els dons i gràcies de la religiosa, a més de la petició de fons per a les despeses d'aquest procés.
Durant uns anys la causa va estar aturada per raons burocràtiques de la Cúria romana, el 1990 es va desbloquejar. El 1996 va passar a Congregació per a les Causes dels Sants per a continuar el procés. L'any 2005 el procés de beatificació es trobava gairebé a la recta final, si bé s'ha vist alentit, el cardenal Angelo Amato, prefecte de la congregació de les causes, afirmà que Sor Francesca seria presentada a examen de Consultors Teòlegs a finals de 2013. El 19 de maig de 2018, es va signar el decret segons el qual, per les seves virtuts heroiques, era proclamada venerable.